# Fantasie (Kosma Prutkow)
Fantasie (russisch Фантазия) ist ein Theaterstück in einem Akt des imaginären Schriftstellers Kosma Prutkow. Als eigentliche Verfasser des Stücks gelten Alexei Tolstoi und Alexei Schemtschuschnikow.
Der Name des Stücks bezieht sich auf den Hund der Gutsbesitzerin Tschupurlinas, einen Mops, der den Namen „Fantasie“ trägt.
Das Stück wurde am 8. Januar 1851 am Alexandrinski-Theater in St. Petersburg im Beisein des Zaren Nikolai I. aufgeführt, der den Saal während des Stückes wegen der respektlosen Darstellung von Amtspersonen verlassen haben soll.

## Handlung
Die Gutsbesitzerin Agrafena Pankratjewna Tschupurlina sucht für ihre Pflegetochter Lisaweta Platonowna einen Ehemann. Sechs Freier treffen ein und buhlen um ihre Gunst. Aus den seltsamen Käuzen sticht einzig der junge Deutsche Liebenthal heraus, weil er sich für den Mops der Gutsbesitzerin interessiert.
Er wird zu Lisaweta geschickt, um ihr eine Liebeserklärung zu machen. Indessen macht sich im Haus Unruhe breit, denn Tschupurlinas Mops ist verschwunden. Dass sich Liebenthal und Lisaweta gegenseitig ihre Liebe erklärt haben, interessiert die Gutsbesitzerin nun nicht mehr, sie verspricht die Hand Lisawetas vielmehr demjenigen, der ihr den Mops zurückbringt. Liebenthal prescht sofort los.
Da es aussichtslos scheint, den Mops zu finden, entscheiden sich die übrigen Freier für eine Notlösung. Sie wollen der Tschupurlina einfach andere niedliche Hunde präsentieren. Und wirklich, sie scheint hingerissen zu sein, einer der Freier hat ihr gar einen anderen Mops gebracht. Doch gerade, als sie diesen zum Bräutigam erklären will, taucht Liebenthal mit dem echten Mops auf. Liebenthal und Lisaweta erhalten den Segen der Tschupurlina.
Die anderen Freier ziehen erbost ab. Einer von ihnen bleibt am Ende auf der Bühne zurück und beschwert sich über die Qualität des Theaterstücks: „Такой, право, нехороший сюжет!..“ („Echt, so ein schlechter Plot!“)

## Volltext
- das Stück im russischen Original auf Wikisource